# Château de Hardegg
Pour les articles homonymes, voir Hardegg (homonymie).
Le château de Hardegg est un château-fort en ruine situé sur le territoire de la commune de Liebenfels, dans le Land de Carinthie, en Autriche. Le château est antérieur à 1134, date à laquelle il est mentionné pour la première fois, et est classé monument historique.